# Burg-Reuland

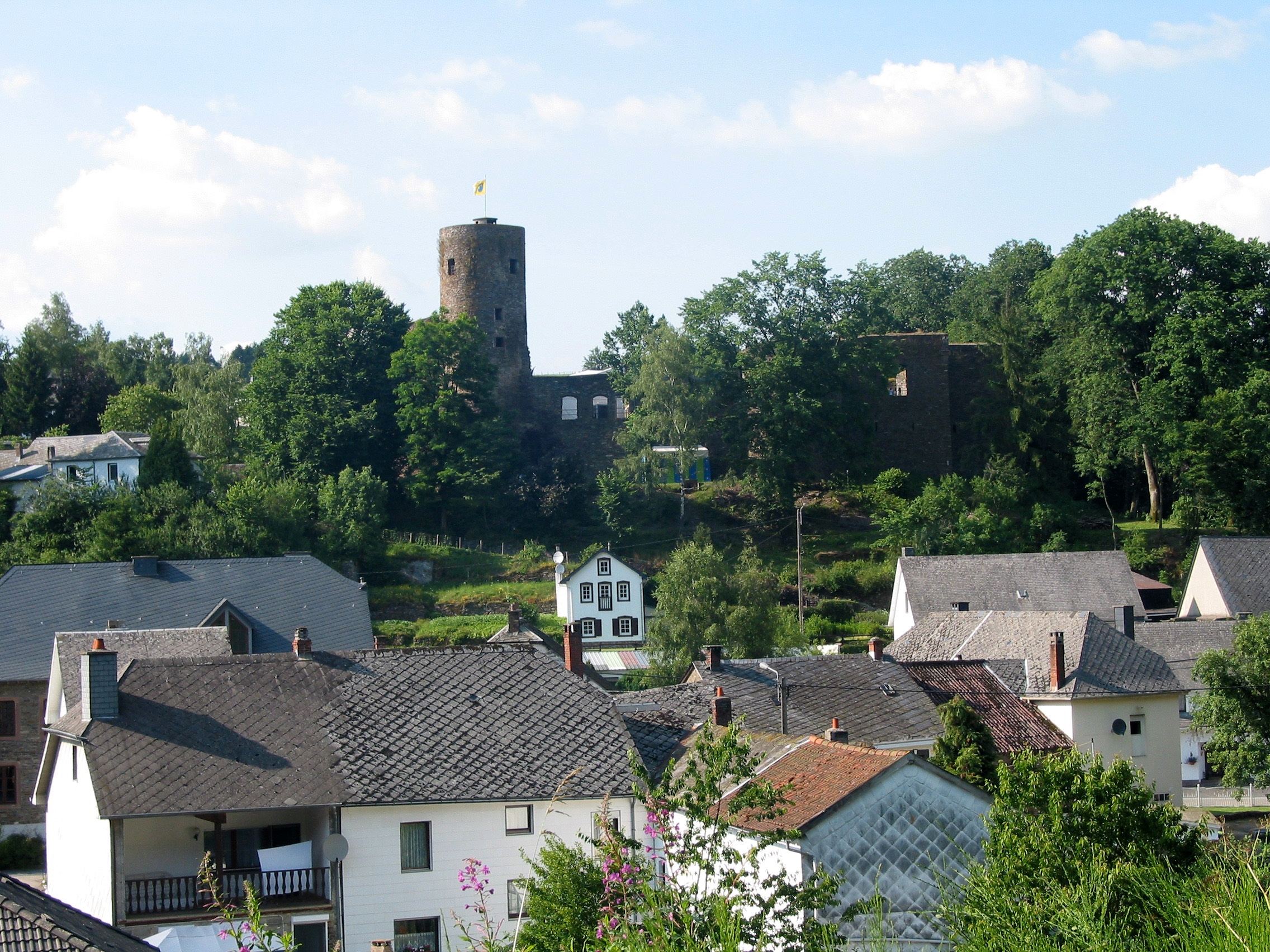
Panorama de Reuland

Burg-Reuland és un municipi belga de la província de Lieja a la regió valona i a la Comunitat Germanòfona de Bèlgica a les valls del riu Our i el seu afluent l'Ulf. El 2008 tenia uns 3910 habitants. És l'únic municipi de l'estat que toca al Luxemburg i a l'Alemanya.

## Història

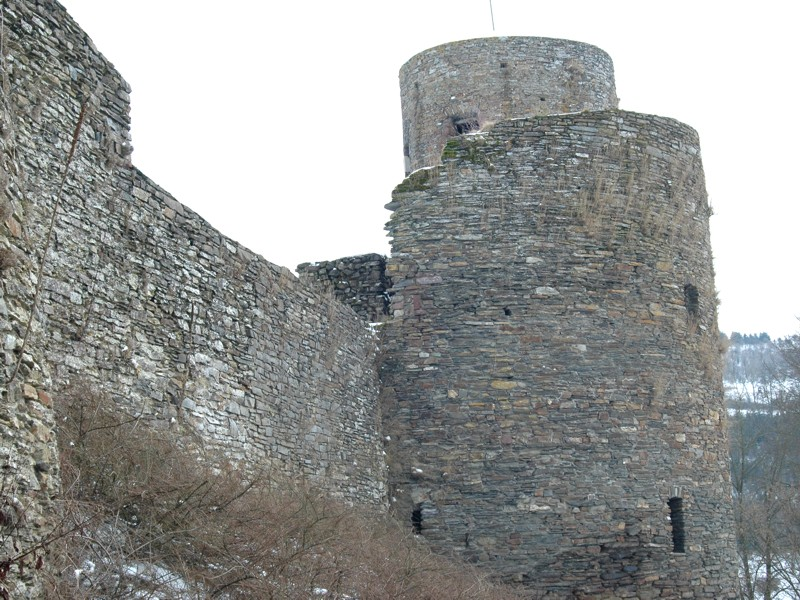
Torre occidental del castell
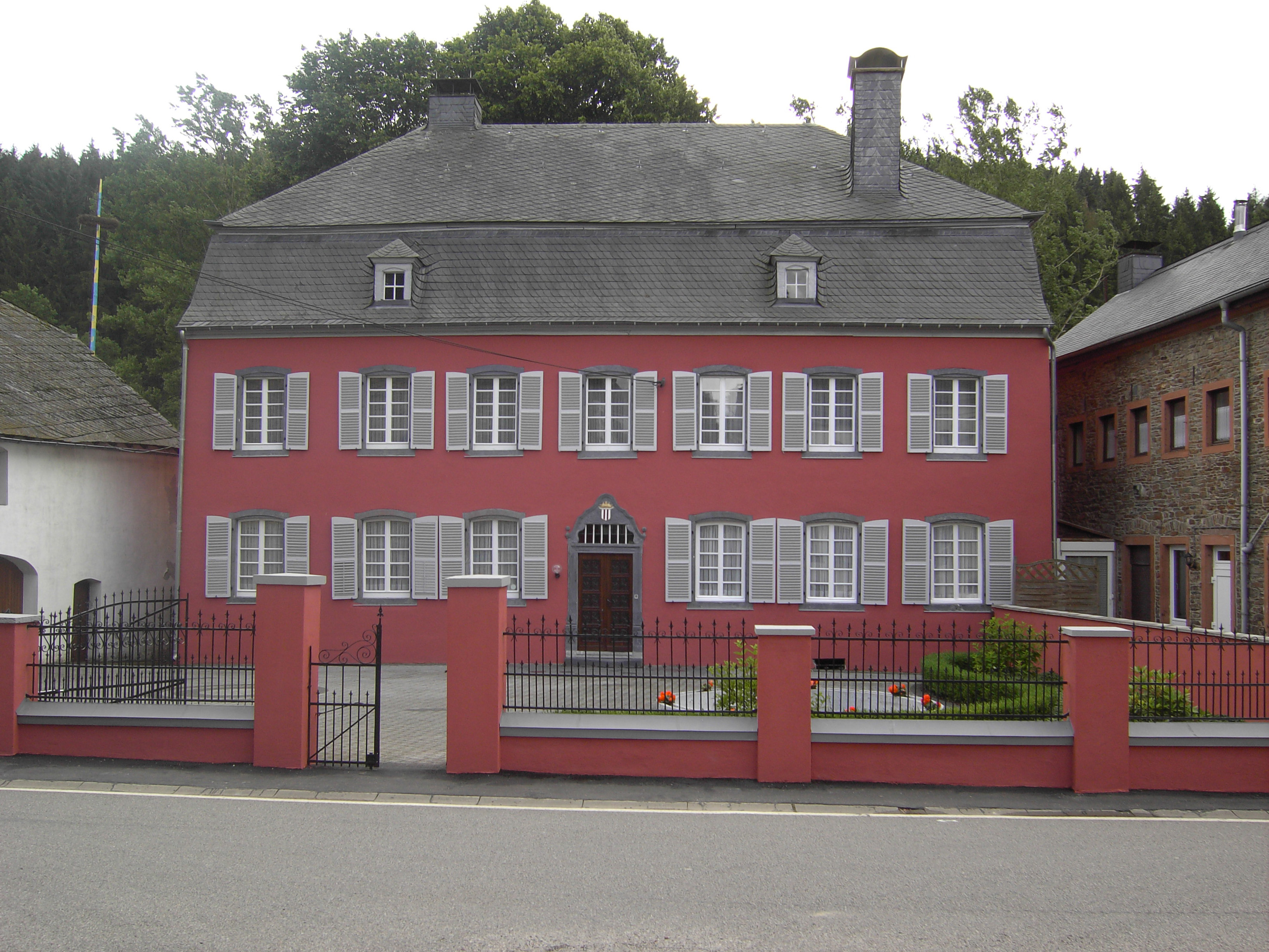
Casa noble a Reuland
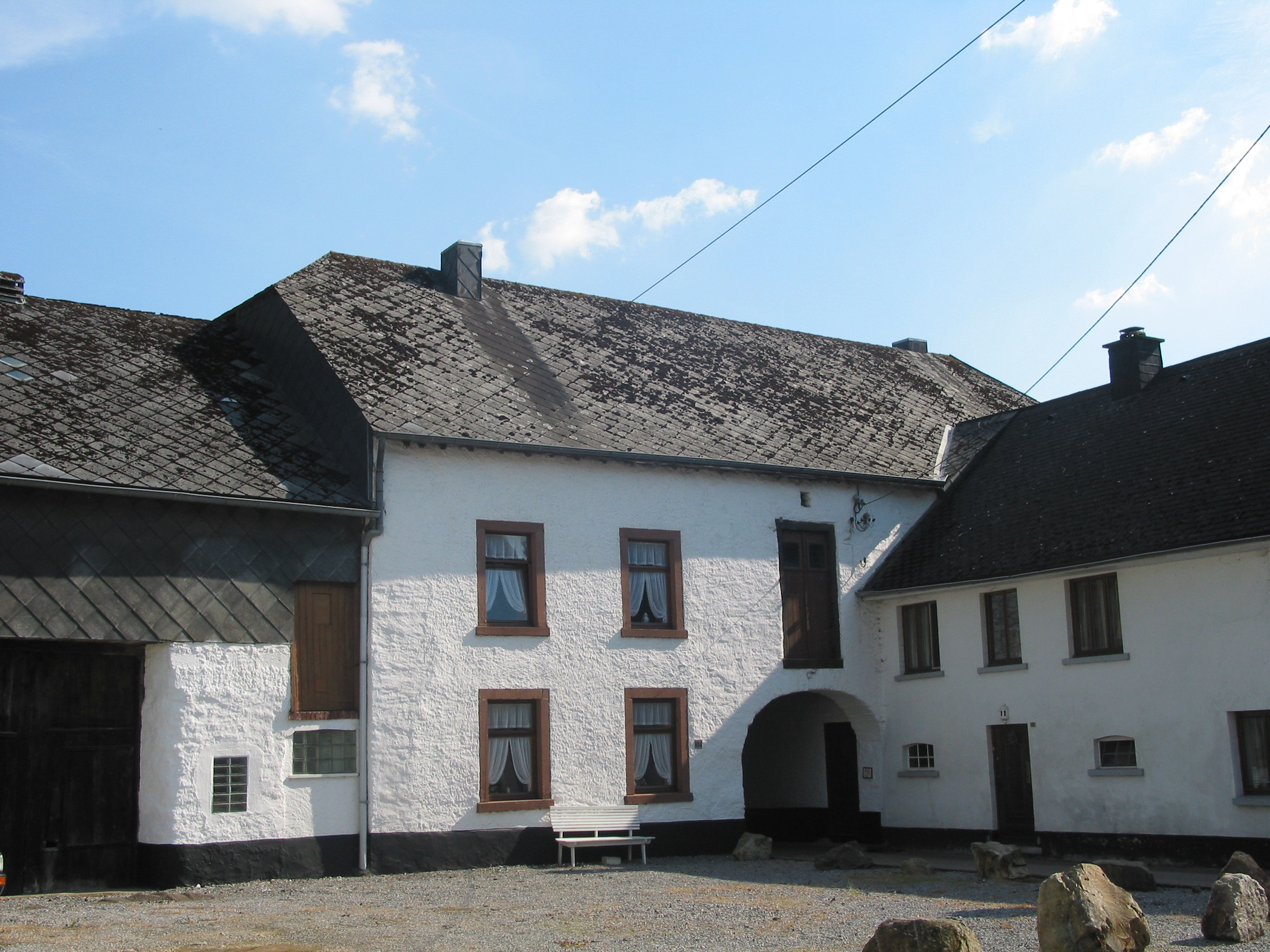
Mas
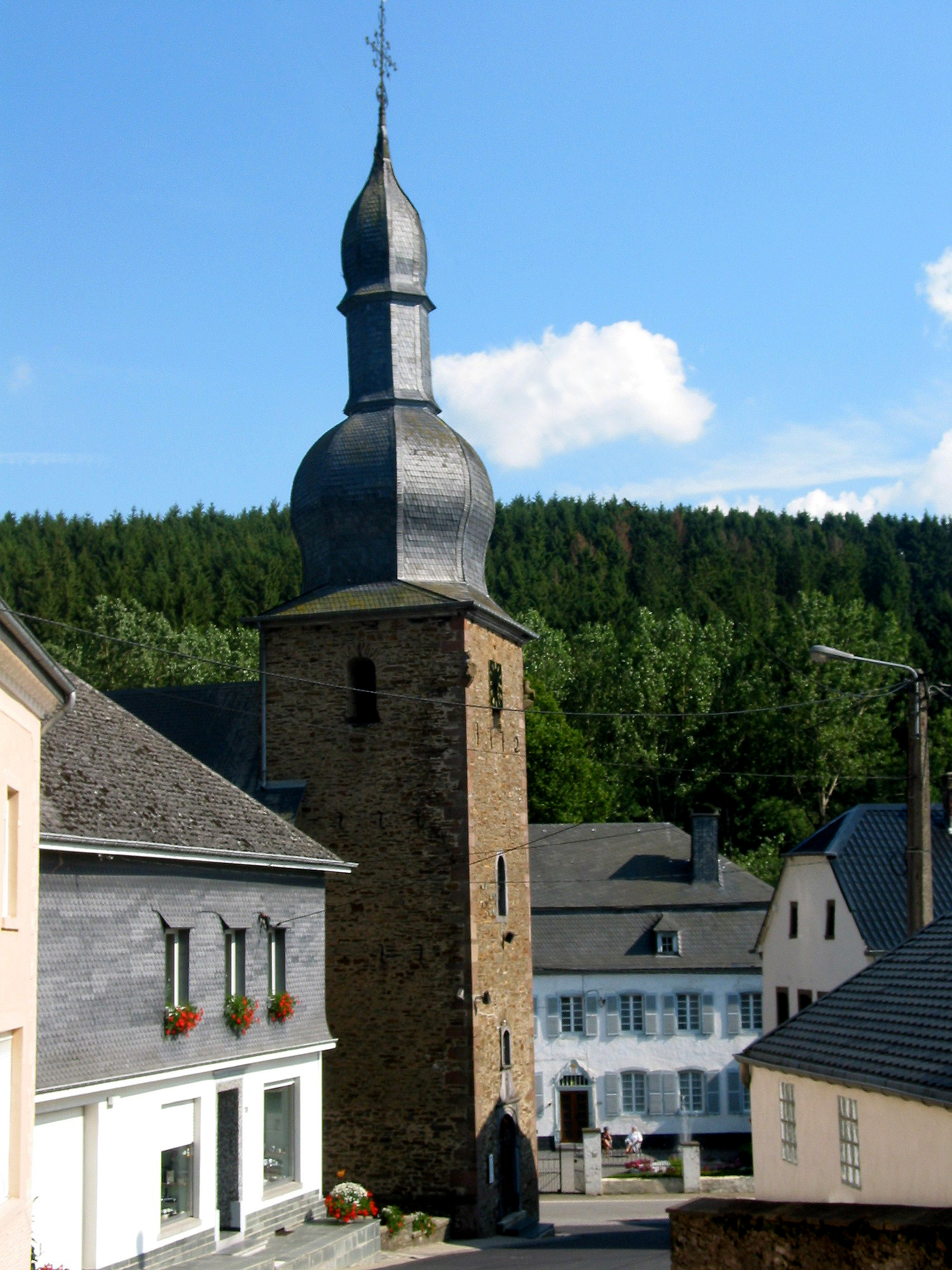
Campanar de l'església de Sant Esteve

Als romasos d'una infraestructura defensiva dels romans, els francs van construir a Reuland un castell reial o Burg, del qual el primer esment escrit data del 963. El castell molt més tard va donar el nom de Burg-Reuland al neu municipi creat a l'1 de gener de 1977.
Des del segle x, Reuland va ser una senyoria governat per la casa de Reuland, del qual el darrere hereu va morir el 1309 quan la senyoria va passar a la casa del comte de Blankenheim, que van vendre el feu a Joan de Luxemburg, també anomenat Joan el Cec. Després el feu va escaure al seu fill, Wenceslau I de Luxemburg, el primer duc. El seu fill, Wenceslau II de Luxemburg va infeudar la senyoria al seu conseller secret Edmòn d'Engelsdorf. Per casament, va passar al 1410 per a 200 anys a la casa de Pallant, el 1623 va passar a la casa de Berghes. Mentrestant, el 1441, el darrere duc de Luxemburg va vendre el seu ducat a la casa de Borgonya que va integrar-lo als Països Baixos Borgonyons. Des d'aleshores, el feu va seguir la sort de les Disset Províncies i van passar a Espanya fins al 1684, després a França fins a 1697, tornar a Espanya fins al 1713 i finalment a Àustria fins a la revolució francesa quan va ser integrat a la subdivisió administrativa revolucionària del departament de l'Ourte. Després del congrés de Viena del 1815 fins al tractat de Versalles del 1919 va esdevenir prussià abans de ser annexionat per Bèlgica. El 1940 l'Alemanya va annexionar el municipi que el 1945 va tornar a Bèlgica.

## Economia

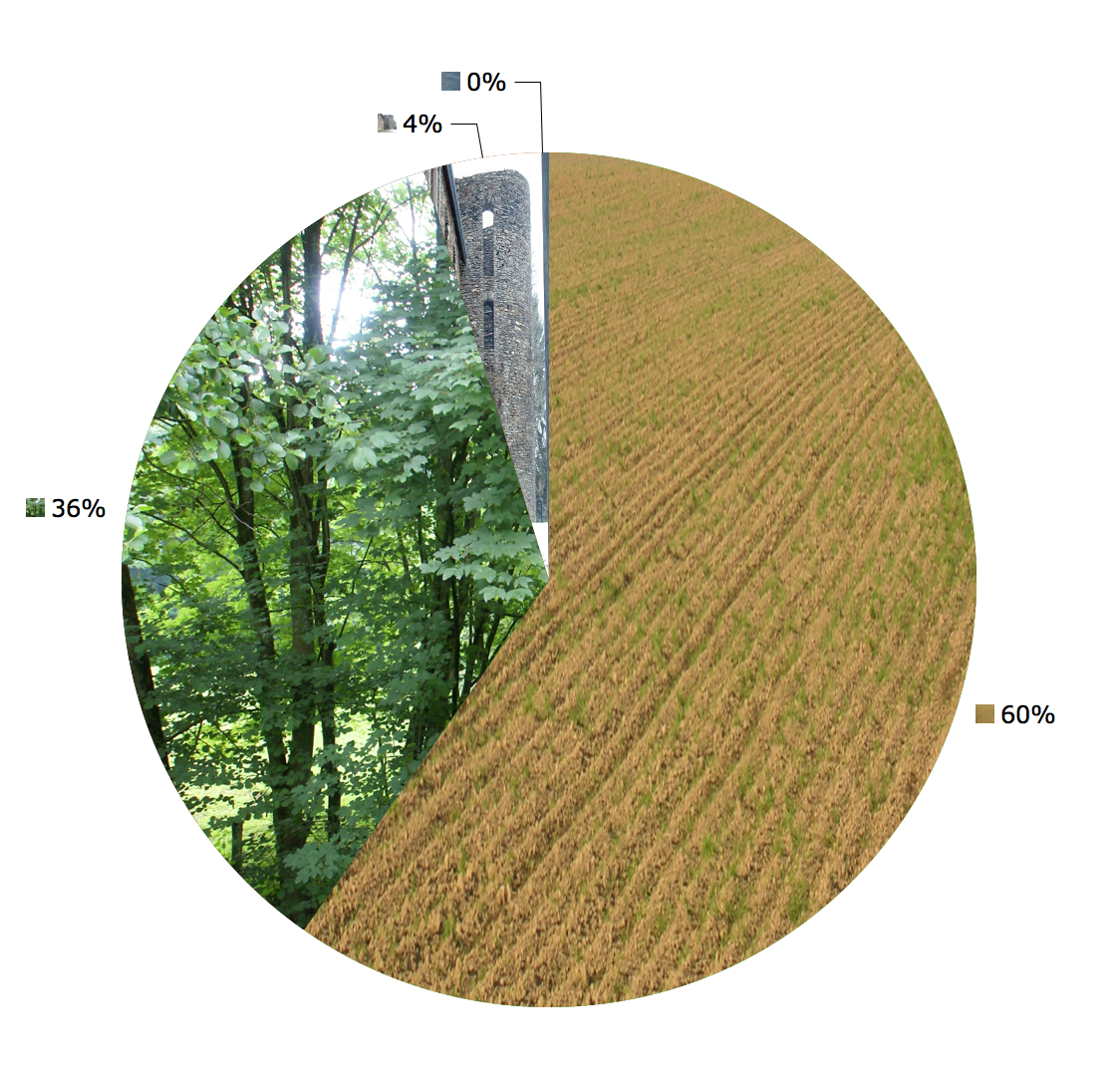
Utilització del terra:
60% pastures i conreu
36% bosc
4% construccions i carreteres
<1% diversos

Les activitats majors de Burg Reuland són l'agricultura i el turisme: l'agricultura ocupa uns 60% del terra.

## Nuclis
Aldringen, Alster, Auel, Bracht, Braunlauf, Diepert, Dürler, Espeler, Grüfflingen, Koller, Lascheid, Lengeler, Maldingen, Malscheid, Maspelt, Oberhausen, Oudler, Ouren, Reuland, Richtenberg, Steffeshausen, Stoubach, Thommen, Weidig, Weisten i Weweler

## Punts d'interès turístic
- El castell de Reuland
- L'església de Sant Esteve de Reuland
- El monument europeu a les tres fronteres compartit entre els tres municipis Burg Reuland, Heinerscheid (Luxemburg) i Arzfeld (Alemanya)
- L'Església de Remacle a Thommen
- La capella d'Hubert a Weweler
- Els paisatges ardenesos travessats per més de 300 km de senderes balitzades

1. ↑  «Registre de la població de Bèlgica». Arxivat de l'original el 2009-10-07. [Consulta: 17 octubre 2009].